# FC Schalke 04/Namen und Zahlen

Vereinslogo

Wichtige Namen und Zahlen, welche die Fußballabteilung des FC Schalke 04 betreffen und die nur in Listenform dargestellt werden können, können neben dem Text mit der momentanen Software in der Wikipedia nur unzureichend dargestellt werden. Daher wird diese Seite genutzt, um im Hauptartikel auf diese wichtigen Daten hinführen zu können, ohne dass der Artikel selbst dadurch überladen wird und eine anschauliche Formatierung unmöglich wird.

## Erfolge

### Internationale Erfolge
- UEFA-Cup-Sieger
  - 1997 (1:0 und 0:1 n. V. (4:1 i. E.) gegen Inter Mailand)
- UI-Cup-Sieger
  - 2003 (2:0 und 0:0 gegen SV Pasching)
  - 2004 (2:1 und 1:0 gegen Slovan Liberec)

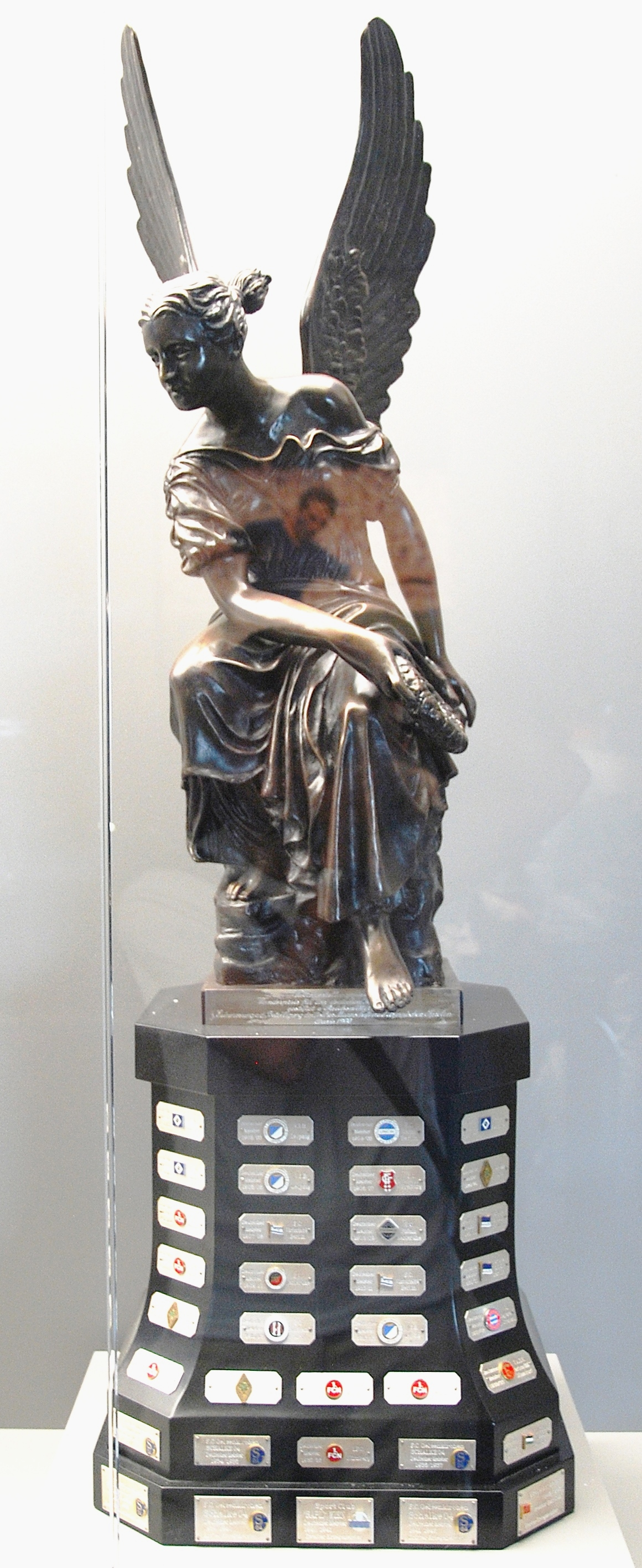
Nachbildung der Victoria, Meisterpokal 1903 - 1944

- Coppa-delle-Alpi-Sieger
  - 1968 (3:1 n. V. gegen FC Basel)

### Meisterschaftserfolge
- Deutscher Meister:
  - 1934 (2:1 gegen 1. FC Nürnberg)
  - 1935 (6:4 gegen VfB Stuttgart)
  - 1937 (2:0 gegen 1. FC Nürnberg)
  - 1939 (9:0 gegen Admira Wien)
  - 1940 (1:0 gegen Dresdner SC)
  - 1942 (2:0 gegen Vienna Wien)
  - 1958 (3:0 gegen Hamburger SV)
- Deutscher Vizemeister:
  - 1933 (0:3 gegen Fortuna Düsseldorf)
  - 1938 (3:3 n. V. und 3:4 n. V. gegen Hannover 96)
  - 1941 (3:4 gegen SK Rapid Wien)
  - in der Bundesliga: 1972, 1977, 2001, 2005, 2007, 2010, 2018
- Meister der 2. Bundesliga: 1982, 1991, 2022
- Meister der Oberliga West: 1951, 1958
- Meister der Landesliga Westfalen: 1946, 1947
- Meister der Gauliga Westfalen: 1934, 1935, 1936, 1937, 1938, 1939, 1940, 1941, 1942, 1943, 1944
- Westdeutscher Meister: 1929, 1930, 1932, 1933
- Meister der 1. Ruhrbezirksklasse: 1927, 1928, 1929, 1930, 1932, 1933
- Gelsenkirchen Gauligameister: 1926
- Westdeutscher Kreisligameister: 1925
- Ruhrgaumeister der Kreisligen: 1925
- Emscherkreismeister: 1924, 1925
- Meister der A-Klasse (damals zweithöchste Spielklasse): 1921
- Meister der B-Klasse (damals dritthöchste Spielklasse): 1920

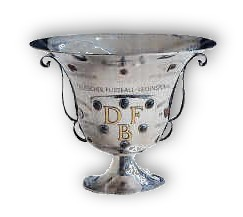
Tschammerpokal

### Pokalerfolge
- DFB-Pokal-Sieger:
  - 1937 (2:1 gegen Fortuna Düsseldorf)
  - 1972 (5:0 gegen 1. FC Kaiserslautern)
  - 2001 (2:0 gegen 1. FC Union Berlin)
  - 2002 (4:2 gegen Bayer 04 Leverkusen)
  - 2011 (5:0 gegen MSV Duisburg)
- weitere DFB-Pokal-Endspiele:
  - 1935 (0:2 gegen 1. FC Nürnberg)
  - 1936 (1:2 gegen VfB Leipzig)
  - 1941 (1:2 gegen Dresdner SC)
  - 1942 (0:2 gegen TSV 1860 München)
  - 1955 (2:3 gegen Karlsruher SC)
  - 1969 (1:2 gegen FC Bayern München)
  - 2005 (1:2 gegen FC Bayern München)

- Ligapokal-Sieger:

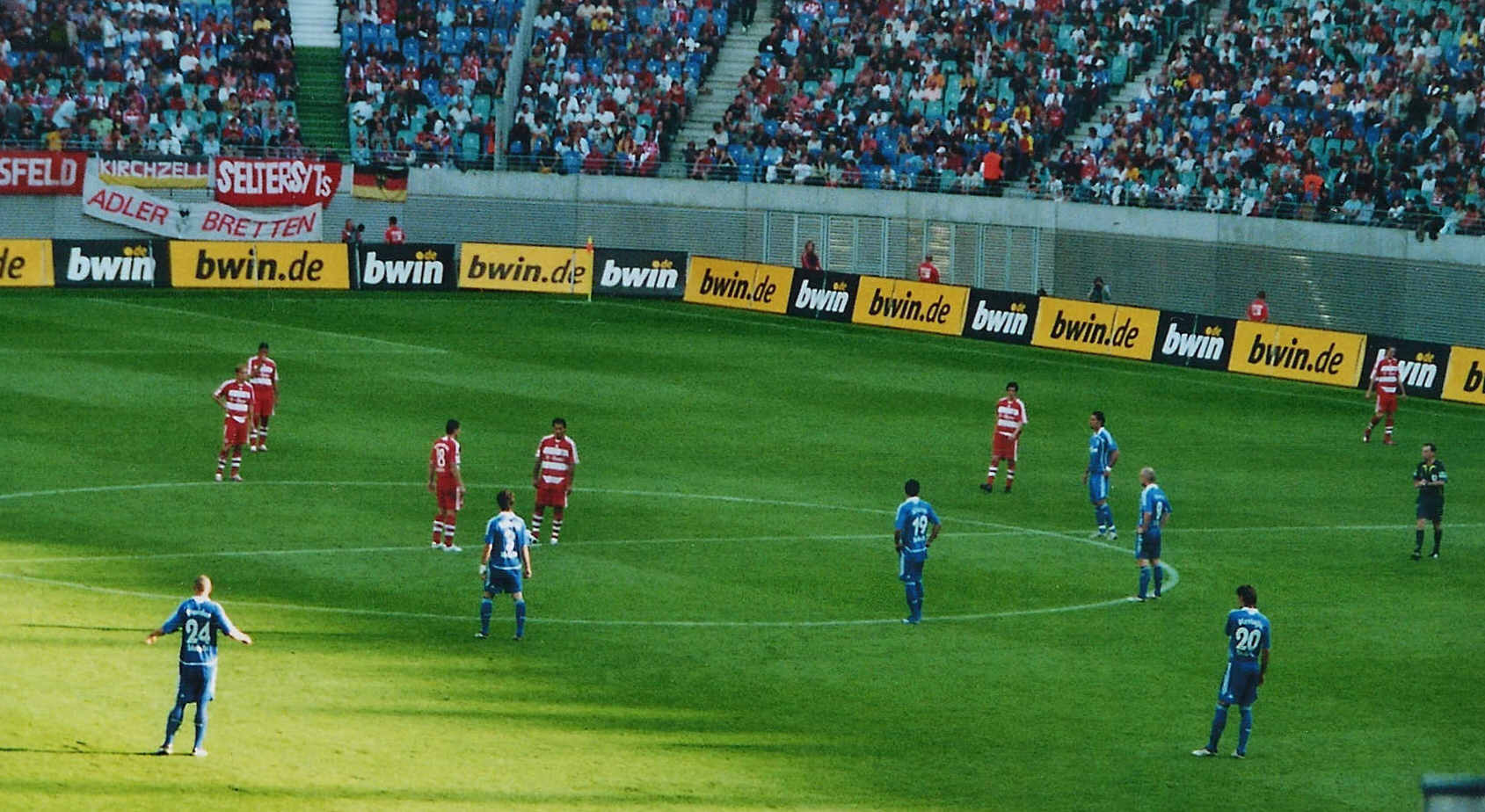
Vor dem Anstoß: Ligapokalfinale 2007 im Zentralstadion Leipzig

  - 2005 (1:0 in Leipzig gegen den VfB Stuttgart)
- weitere Ligapokal-Endspiele:
  - 2001 (1:4 in Mannheim gegen Hertha BSC)
  - 2002 (1:4 in Bochum gegen Hertha BSC)
  - 2007 (0:1 in Leipzig gegen den FC Bayern München)
- Supercup-Sieger:
  - 2011 (4:3 i. E. in Gelsenkirchen gegen Borussia Dortmund)
- weitere Supercup-Endspiele:
  - 1941 (2:4 in Dresden, inoffizieller „Herausforderungskampf“ gegen den Dresdner SC)
  - 2010 (0:2 in Augsburg gegen den FC Bayern München)
- Fuji-Cup-Sieger: 1996
- Westdeutscher-Pokal-Sieger: 1954
- Gaupokal Westfalen-Sieger: 1943, 1944

## Statistiken

### Platzierungen
Errechnet auf Basis der Drei-Punkte-Regel belegte der FC Schalke 04 am Ende der Saison 2023/24 mit 2563 Punkten den siebten Platz in der ewigen Tabelle der Fußball-Bundesliga und den 45. Platz in der ewigen Tabelle der 2. Fußball-Bundesliga mit 444 Punkten.

### Rekorde
Rekordergebnisse in der Bundesliga

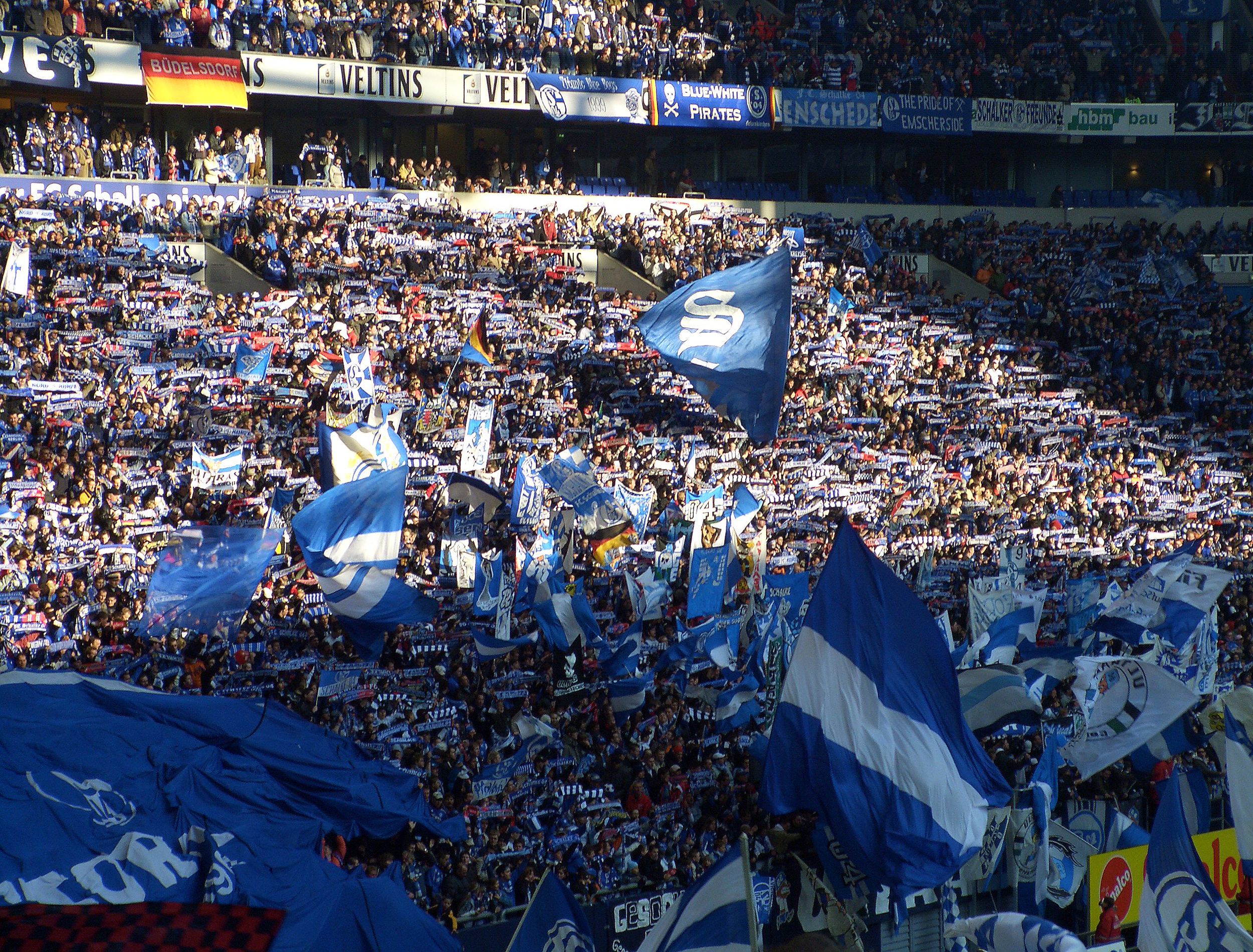

| Höchste Siege - 7:0 bei Bayern München 1976/77 - 7:1 bei Karlsruher SC 1976/77 - 6:1 gegen Borussia Dortmund 1985/86 - 6:1 gegen Kickers Offenbach 1972/73 - 6:1 gegen Fortuna Köln 1973/74 | Höchste Niederlagen - 0:11 bei Borussia Mönchengladbach 1966/67 - 0:8 bei 1. FC Köln 1969/70 - 0:8 bei Bayern München 2020/21 - 1:8 bei Bayern München 1987/88 - 0:7 bei Borussia Dortmund 1965/66 - 0:7 bei 1. FC Köln 1967/68 |

Rekordergebnisse in der 2. Bundesliga
| Höchste Siege - 6:0 gegen SpVgg Bayreuth 1981/82 - 6:0 gegen SC Freiburg 1983/84 - 6:0 gegen Darmstadt 98 1983/84 - 5:0 bei Erzgebirge Aue 2021/2022 - 5:1 bei Hannover 96 1983/84 - 4:0 bei Rot-Weiss Essen 1983/84 - 4:0 gegen SpVgg Bayreuth 1988/89 - 4:0 bei Alemannia Aachen 1989/90 | Höchste Niederlagen - 1:5 gegen Hertha BSC 1983/84 - 1:5 gegen Eintracht Braunschweig 1989/90 - 0:4 bei Union Solingen 1983/84 - 1:4 bei Jahn Regensburg 2021/22 - 1:4 gegen Werder Bremen 2021/22 - 1:4 bei 1. FC Kaiserslautern 2023/24 - 0:3 bei KSV Hessen Kassel 1983/84 - 0:3 bei SC Freiburg 1990/91 |

Rekordsieg im DFB-Pokal:
- 11:1 bei FC Teningen 2011/12 (1. Runde)

Rekordendspielsieg im DFB-Pokal:
- 5:0 gegen 1. FC Kaiserslautern (1972)
- 5:0 gegen MSV Duisburg (2011)

Kein anderer Verein konnte bisher das Endspiel um den DFB-Pokal mit einer Tordifferenz von fünf Toren oder mehr für sich entscheiden.
Der FC Schalke 04 war 1937 der erste Verein, der das Double gewinnen konnte.

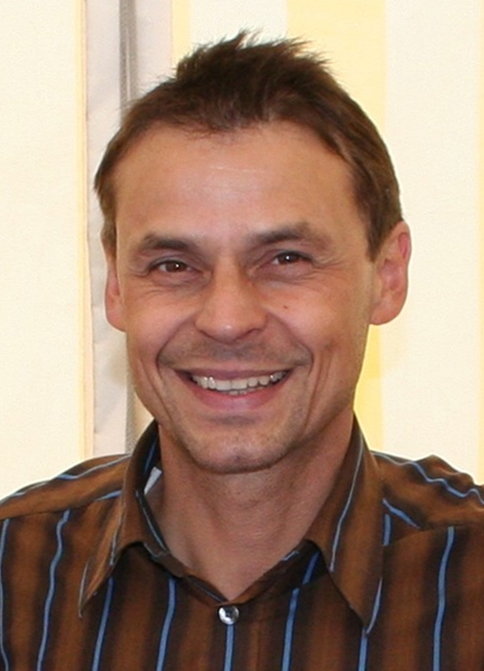
Olaf Thon

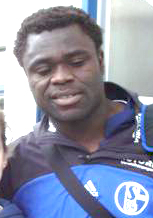
Gerald Asamoah

### Rekordspieler
Die nachfolgenden Tabellen zeigen die erfolgreichsten Spieler in der Bundesliga, dem DFB- bzw. Tschammer-Pokal und internationalen Pokalwettbewerben. Die Sortierung erfolgt nach Anzahl der gespielten Spiele bzw. erzielten Tore, bei gleicher Anzahl alphabetisch nach Nachnamen.

#### Bundesliga
| Meiste Einsätze 1. Klaus Fichtel (477) 2. Norbert Nigbur (355) 3. Rolf Rüssmann (304) 4. Klaus Fischer (295) 5. Olaf Thon (295) 6. Herbert Lütkebohmert (286) 7. Gerald Asamoah (279) 8. Michael Büskens (257) 9. Jiří Němec (256) 10. Benedikt Höwedes (240) 11. Yves Eigenrauch (229) 12. Helmut Kremers (226) 13. Ingo Anderbrügge (216) 14. Ebbe Sand (214) 15. Erwin Kremers (212) 16. Jürgen Sobieray (210) 17. Rüdiger Abramczik (202) 18. Hans-Jürgen Becher (201) 19. Jens Lehmann (200) 20. Andreas Müller (200) | Meiste Tore 1. Klaus Fischer (182) 2. Klaas-Jan Huntelaar (82) 3. Ebbe Sand (74) 4. Kevin Kurányi (71) 5. Olaf Thon (52) 6. Erwin Kremers (50) 7. Ingo Anderbrügge (46) 8. Helmut Kremers (45) 9. Rüdiger Abramczik (44) 10. Gerald Asamoah (44) 11. Klaus Täuber (39) 12. Jefferson Farfan (39) 13. Klaus Scheer (38) 14. Youri Mulder (33) 15. Martin Max (33) 16. Rolf Rüssmann (30) 17. Hans-Jürgen Wittkamp (29) 18. Herbert Lütkebohmert (29) 19. Emile Mpenza (28) 20. Manfred Pohlschmidt (28) 21. Raúl (28) |

#### DFB-Pokal
| Meiste Einsätze 1. Klaus Fichtel (52) 2. Rolf Rüssmann (42) 3. Norbert Nigbur (41) 4. Klaus Fischer (39) 5. Ernst Kuzorra (39) 6. Herbert Lütkebohmert (39) 7. Ernst Kalwitzki (36) 8. Fritz Szepan (35) 9. Otto Tibulsky (34) 10. Reinhard Libuda (32) 11. Mathias Schipper (31) 12. Olaf Thon (29) 13. Gerald Asamoah (29) 14. Hans Bornemann (28) 15. Benedikt Höwedes (27) 16. Erwin Kremers (27) 17. Helmut Kremers (27) 18. Otto Schweisfurth (27) 19. Rudolf Gellesch (25) 20. Ebbe Sand (25) | Meiste Tore 1. Klaus Fischer (34) 2. Ernst Kalwitzki (28) 3. Ernst Kuzorra (24) 4. Fritz Szepan (20) 5. Ebbe Sand (18) 6. Ernst Poertgen (17) 7. Hermann Eppenhoff (14) 8. Klaas-Jan Huntelaar (13) 9. Gerald Asamoah (12) 10. Helmut Kremers (12) 11. Adolf Urban (12) 12. Waldemar Gerhardt (10) 13. Rolf Rüssmann (9) 14. Jefferson Farfán (8) 15. Kevin Kurányi (8) 16. Olaf Thon (8) 17. Herbert Burdenski (7) 18. Youri Mulder (7) 19. Jörg Böhme (7) 20. Hans-Joachim Abel (6) 21. Heinz van Haaren (6) 22. Gerhard Neuser (6) |

#### Europapokal
| Meiste Einsätze 1. Benedikt Höwedes (65) 2. Gerald Asamoah (63) 3. Klaas-Jan Huntelaar (48) 4. Joel Matip (46) 5. Frank Rost (46) 6. Lewan Kobiaschwili (45) 7. Jefferson Farfán (40) 8. Atsuto Uchida (40) 9. Marcelo Bordon (38) 10. Ebbe Sand (37) 11. Jermaine Jones (37) 12. Julian Draxler (36) 13. Christian Poulsen (35) 14. Mladen Krstajić (34) 15. Hamit Altıntop (33) 16. Max Meyer (33) 17. Ralf Fährmann (33) 18. Roman Neustädter (32) 19. Rafinha (31) 20. Marco Höger (30) | Meiste Tore 1. Klaas-Jan Huntelaar (22) 2. Ebbe Sand (10) 3. Mike Hanke (9) 4. Raúl (9) 5. Marc Wilmots (9) 6. Gerald Asamoah (8) 7. Klaus Fischer (7) 8. Lewan Kobiaschwili (7) 9. Kevin Kurányi (7) 10. Lincoln (7) 11. Jefferson Farfán (5) 12. Rüdiger Abramczik (4) 13. Benedikt Höwedes (4) 14. Jurado (4) 15. Martin Max (4) 16. Youri Mulder (4) 17. Julian Draxler (3) 18. Christian Fuchs (3) 19. René Eijkelkamp (3) 20. Michaël Goossens (3) 21. Marco van Hoogdalem (3) 22. Bernhard Klodt (3) 23. Søren Larsen (3) 24. Reinhard Libuda (3) 25. Hans Nowak (3) 26. Johann Pirkner (3) 27. Klaus Scheer (3) 28. Günter Siebert (3) 29. Gustavo Varela (3) |

Stand: Saisonende 2016/17
Stand Europapokal-Tore: 22. März 2014 

## Endspiele
Folgende wichtige Endspiele unter Beteiligung des FC Schalke 04 fanden bisher statt:

### UEFA-Pokal

#### Endspiele1997
Hinspiel
| FC Schalke 04 – Inter Mailand – 1:0 (0:0) | |  |
| Austragungsort                            | Parkstadion Gelsenkirchen, 7. Mai 1997, 56.824 Zuschauer |  |
| Aufstellung Schalke                       | Jens Lehmann, Olaf Thon, Thomas Linke, Johan de Kock, Jiří Němec, Andreas Müller, Yves Eigenrauch, Michael Büskens, Ingo Anderbrügge, Radoslav Látal, Marc Wilmots – Auswechslung: Martin Max für Büskens (67.)                  |  |
| Trainer Schalke                           | Huub Stevens |  |
| Aufstellung Inter                         | Gianluca Pagliuca, Giuseppe Bergomi, Fabio Galante, Massimo Paganin, Alessandro Pistone, Ciriaco Sforza, Javier Zanetti, Aron Winter, Salvatore Fresi, Maurizio Ganz, Iván Zamorano – Auswechslung: Nicola Berti für Fresi (62.) |  |
| Trainer Inter                             | Roy Hodgson |  |
| Tore                                      | 1:0 Wilmots (70.) |  |
| Schiedsrichter                            | Marc Batta (Frankreich) |  |

Rückspiel
| Inter Mailand – FC Schalke 04 – 1:0 n. V. (1:0, 0:0), 1:4 i. E. | |  |
| Austragungsort                                                  | Giuseppe-Meazza-Stadion Mailand, 21. Mai 1997, 83.434 Zuschauer |  |
| Aufstellung Inter                                               | Gianluca Pagliuca, Giuseppe Bergomi, Massimo Paganin, Salvatore Fresi, Javier Zanetti, Ciriaco Sforza, Paul Ince, Youri Djorkaeff, Iván Zamorano, Maurizio Ganz – Auswechslungen: Jocelyn Angloma für Bergomi (70.), Aron Winter für Sforza (82.), Nicola Berti für Zanetti (120.) |  |
| Trainer Inter                                                   | Roy Hodgson |  |
| Aufstellung Schalke                                             | Jens Lehmann, Olaf Thon, Johan de Kock, Thomas Linke, Radoslav Látal, Jiří Němec, Yves Eigenrauch, Andreas Müller, Michael Büskens, Marc Wilmots, Martin Max – Auswechslungen: Ingo Anderbrügge für Müller (98.), Oliver Held für Látal (111.)                                     |  |
| Trainer Schalke                                                 | Huub Stevens |  |
| Tore                                                            | 1:0 Zamorano (85.), Elfmeterschießen: 0:1 Anderbrügge, Lehmann hält gegen Zamorano, 0:2 Thon, 1:2 Djorkaeff, 1:3 Max, Winter verschießt, 1:4 Wilmots |  |
| Rote Karte                                                      | Fresi (90.) |  |
| Schiedsrichter                                                  | José María García-Aranda (Spanien) |  |

### UEFA Intertoto Cup

#### Endspiele2003
Hinspiel
| SV Pasching – FC Schalke 04 – 0:2 (0:1) | |  |
| Austragungsort                          | Waldstadion Pasching, 12. August 2003, 6.000 Zuschauer |  |
| Aufstellung Pasching                    | Josef Schicklgruber, Manfred Rothbauer, Michael Baur, Patrick Pircher, Tomasz Wisio, Helmut Riegler, Bozo Kovacevic, Markus Kiesenebner, Alexander Hörtnagl, Faruk Atalay, Edi Glieder – Auswechslung: Christian Mayrleb für Atalay (58.), Michael Horvath für Kiesenebner (73.), George Datoru für Glieder (80.) |  |
| Trainer Pasching                        | Heinz Hochhauser |  |
| Aufstellung Schalke                     | Frank Rost, Tomasz Hajto, Tomasz Wałdoch, Aníbal Matellán, Nico van Kerckhoven, Gerald Asamoah, Hamit Altıntop, Christian Poulsen, Lewan Kobiaschwili, Ebbe Sand, Victor Agali – Auswechslung: Thomas Kläsener für Atalay (68.), Darío Rodríguez für Sand (76.), Jochen Seitz für Agali (83.)                     |  |
| Trainer Schalke                         | Jupp Heynckes |  |
| Tore                                    | 0:1 Altıntop, 0:2 Agali |  |
| Schiedsrichter                          | Cosimo Bolognino (Italien) |  |

Rückspiel
| FC Schalke 04 – SV Pasching – 0:0 (0:0) | |  |
| Austragungsort                          | Arena AufSchalke Gelsenkirchen, 26. August 2003, 56.067 Zuschauer |  |
| Aufstellung Schalke                     | Frank Rost, Alcides, Tomasz Wałdoch, Aníbal Matellán, Darío Rodríguez, Hamit Altıntop, Gustavo Varela, Gerald Asamoah, Simon Cziommer, Jochen Seitz, Victor Agali – Auswechslung: Tomasz Hajto für Alcides (46.), Lewan Kobiaschwili für Asamoah (60.), Sven Vermant für Seitz (80.)                           |  |
| Trainer Schalke                         | Jupp Heynckes |  |
| Aufstellung Pasching                    | Josef Schicklgruber, Manfred Rothbauer, Michael Baur, Patrick Pircher, Tomasz Wisio, Helmut Riegler, Bozo Kovacevic, Markus Kiesenebner, Alexander Hörtnagl, Faruk Atalay, Edi Glieder – Auswechslung: George Datoru für Atalay (61.), Christian Mayrleb für Glieder (83.), Wolfgang Bubenik für Riegler (89.) |  |
| Trainer Pasching                        | Heinz Hochhauser |  |
| Tore                                    | Fehlanzeige |  |
| Schiedsrichter                          | Steve Bennett (England) |  |

#### Endspiele2004
Hinspiel
| FC Schalke 04 – Slovan Liberec – 2:1 (2:0) | |  |
| Austragungsort                             | Arena AufSchalke Gelsenkirchen, 10. August 2004, 54.136 Zuschauer |  |
| Aufstellung Schalke                        | Frank Rost, Thomas Kläsener, Marcelo Bordon, Mladen Krstajić, Niels Oude Kamphuis, Sven Vermant, Lewan Kobiaschwili, Christian Pander, Lincoln, Gerald Asamoah, Aílton – Auswechslung: Hamit Altıntop für Pander (68.), Mike Hanke für Asamoah (74.)                                   |  |
| Trainer Schalke                            | Jupp Heynckes |  |
| Aufstellung Liberec                        | Zbyněk Hauzr, Jozef Valachovič, Petr Lukáš, Pavel Košťál, Peter Šinglár, Tomáš Zápotočný, Jan Polák, Ivan Hodúr, Petr Papoušek, Michal Pospíšil, Miroslav Slepička – Auswechslung: David Langer für Polák (41.), Lubomír Blaha für Slepička (62.), Jan Broschinsky für Zápotočný (77.) |  |
| Trainer Liberec                            | Stanislav Griga |  |
| Tore                                       | 1:0 Aílton, 2:0 Asamoah, 2:1 Zápotočný |  |
| Schiedsrichter                             | Roberto Rosetti (Italien) |  |

Rückspiel
| Slovan Liberec – FC Schalke 04 – 0:1 (0:0) | |  |
| Austragungsort                             | Stadion u Nisy Liberec, 24. August 2004, 7.880 Zuschauer |  |
| Aufstellung Liberec                        | Zbyněk Hauzr, Peter Šinglár, Jozef Valachovič, Petr Lukáš, Josef Hamouz, Jan Polák, Karol Kisel, Ivan Hodúr, Petr Papoušek, Michal Pospíšil, Juraj Ančic – Auswechslung: Miroslav Slepička für Pospíšil (69.), Tomáš Zápotočný für Šinglár (77.), David Langer für Hodúr (82.)                   |  |
| Trainer Liberec                            | Stanislav Griga |  |
| Aufstellung Schalke                        | Frank Rost, Tomasz Wałdoch, Marcelo Bordon, Mladen Krstajić, Niels Oude Kamphuis, Sven Vermant, Christian Poulsen, Darío Rodríguez, Hamit Altıntop, Gerald Asamoah, Aílton – Auswechslung: Mike Hanke für Asamoah (81.), Thomas Kläsener für Rodríguez (82.), Michael Delura für Aílton (90. +3) |  |
| Trainer Schalke                            | Jupp Heynckes |  |
| Tore                                       | 0:1 Aílton |  |
| Schiedsrichter                             | Juri Baskakow (Russland) |  |

### Alpenpokal

#### Endspiel1968
| FC Basel – FC Schalke 04 – 1:3 n. V. (1:1, 1:1) | |  |
| Austragungsort                                  | St. Jakob-Stadion Basel, 2. Juli 1968, 13.000 Zuschauer |  |
| Aufstellung Basel                               | Jean-Paul Laufenburger, Josef Kiefer, Bruno Michaud, Peter Ramseier, Roland Paolucci, Anton Schnyder, Bruno Rahmen, Jürgen Sundermann, Dieter Rüefli, Otto Demarmels, Helmut Hauser           |  |
| Trainer Basel                                   | Helmut Benthaus |  |
| Aufstellung Schalke                             | Josef Elting, Hans-Jürgen Becher, Friedel Rausch, Herbert Höbusch, Waldemar Slomiany, Heinz van Haaren, Manfred Pohlschmidt, Klaus Senger, Gerd Kasperski, Herbert Lütkebohmert, Bernd Michel |  |
| Trainer Schalke                                 | Günter Brocker |  |
| Tore                                            | 0:1 Michel (8.), 1:1 Hauser (40.), 1:2 Michel (95.), 1:3 Michel (103.) |  |
| Schiedsrichter                                  | Mario Carminati (Italien) |  |

### Deutsche Meisterschaft

#### Endspiel1933
| Fortuna Düsseldorf – FC Schalke 04 – 3:0 (1:0) | |  |
| Austragungsort                                 | Müngersdorfer Stadion Köln, 11. Juni 1933, 60.000 Zuschauer |  |
| Aufstellung Düsseldorf                         | Willi Pesch, Kurt Trautwein, Paul Bornefeld, Paul Janes, Jakob Bender, Theo Breuer, Paul Mehl, Willi Wigold, Georg Hochgesang, Felix Zwolanowski, Stanislaus Kobierski              |  |
| Trainer Düsseldorf                             | Heinz Körner |  |
| Aufstellung Schalke                            | Hermann Mellage, Fritz Wohlgemuth, Ferdinand Zajons, Otto Tibulsky, Hans Bornemann, Valentin Przybylski, Hans Rosen, Fritz Szepan, Ernst Kuzorra, Hermann Nattkämper, Emil Rothardt |  |
| Trainer Schalke                                | Kurt Otto |  |
| Tore                                           | 1:0 Zwolanowski (10.), 2:0 Mehl (70.), 3:0 Hochgesang (85.) |  |
| Schiedsrichter                                 | Alfred Birlem (Berlin) |  |

#### Endspiel1934
| FC Schalke 04 – 1. FC Nürnberg – 2:1 (0:0) | |  |
| Austragungsort                             | Poststadion Berlin, 24. Juni 1934, 45.000 Zuschauer |  |
| Aufstellung Schalke                        | Hermann Mellage, Hans Bornemann, Ferdinand Zajons, Otto Tibulsky, Fritz Szepan, Valentin Przybylski, Ernst Kalwitzki, Adolf Urban, Hermann Nattkämper, Ernst Kuzorra, Emil Rothardt |  |
| Trainer Schalke                            | Hans „Bumbes“ Schmidt |  |
| Aufstellung Nürnberg                       | Georg Köhl, Luitpold Popp, Andreas Munkert, Fritz Kreißel, Willi Billmann, Richard Oehm, Karl Gußner, Max Eiberger, Georg Friedel, Seppl Schmitt, Willi Kund                        |  |
| Trainer Nürnberg                           | Alfréd Schaffer |  |
| Tore                                       | 0:1 Friedel (54.), 1:1 Szepan (88.), 2:1 Kuzorra (90.) |  |
| Schiedsrichter                             | Alfred Birlem, (Berlin) |  |

#### Endspiel1935
| FC Schalke 04 – VfB Stuttgart – 6:4 (3:0) | |  |
| Austragungsort                            | Müngersdorfer Stadion Köln, 23. Juni 1935, 70.000 Zuschauer |  |
| Aufstellung Schalke                       | Hermann Mellage, Hans Bornemann, Hermann Nattkämper, Otto Tibulsky, Fritz Szepan, Valentin Przybylski, Ernst Kalwitzki, Rudolf Gellesch, Ernst Poertgen, Ernst Kuzorra, Adolf Urban   |  |
| Trainer Schalke                           | Hans „Bumbes“ Schmidt |  |
| Aufstellung Stuttgart                     | Oskar Kapp, Franz Seybold, Walter Kotz, Hermann Hahn, Heinrich Buck, Gustav Rebmann, Erwin Haaga, Willi Rutz, Otto Bökle, Erich Koch, Alfred Lehmann                                  |  |
| Trainer Stuttgart                         | Fritz Teufel |  |
| Tore                                      | 1:0 Urban (6.), 2:0 Poertgen (36.), 3:0 Gellesch (41.), 4:0 Poertgen (54.), 4:1 Bökle (55.), 4:2 Bökle (57.), 5:2 Kalwitzki (65.), 5:3 Koch (78.), 6:3 Poertgen (79.), 6:4 Rutz (86.) |  |
| Schiedsrichter                            | Albert Best (Frankfurt) |  |

#### Endspiel1937
| FC Schalke 04 – 1. FC Nürnberg – 2:0 (1:0) | |  |
| Austragungsort                             | Olympiastadion Berlin, 20. Juni 1937, 101.000 Zuschauer |  |
| Aufstellung Schalke                        | Hans Klodt, Hans Bornemann, Otto Schweisfurth, Rudolf Gellesch, Otto Tibulsky, Walter Berg, Ernst Kalwitzki, Fritz Szepan, Ernst Poertgen, Ernst Kuzorra, Adolf Urban |  |
| Trainer Schalke                            | Hans „Bumbes“ Schmidt |  |
| Aufstellung Nürnberg                       | Georg Köhl, Willi Billmann, Andreas Munkert, Hans Uebelein, Heinz Carolin, Richard Oehm, Karl Gußner, Max Eiberger, Georg Friedel, Seppl Schmitt, Richard Schwab      |  |
| Trainer Nürnberg                           | Gyuri Orth |  |
| Tore                                       | 1:0 Poertgen (26.), 2:0 Kalwitzki (81.) |  |
| Schiedsrichter                             | Alfred Birlem (Berlin) |  |

#### Endspiel1938
| Hannover 96 – FC Schalke 04 – 3:3 n. V. (0:2, 3:3) | |  |
| Austragungsort                                     | Olympiastadion Berlin, 26. Juni 1938, 92.289 Zuschauer |  |
| Aufstellung Hannover                               | Ludwig Pritzer, Helmut Sievert, Willi Petzold, Johannes Jakobs, Ernst Deike, Ludwig Männer, Edmund Malecki, Ludwig Pöhler, Erich Meng, Peter Lay, Richard Meng   |  |
| Trainer Hannover                                   | Robert Fuchs |  |
| Aufstellung Schalke                                | Hans Klodt, Ernst Sontow, Hans Bornemann, Rudolf Gellesch, Otto Tibulsky, Walter Berg, Ernst Kalwitzki, Fritz Szepan, Ernst Poertgen, Ernst Kuzorra, Willi Mecke |  |
| Trainer Schalke                                    | Hans „Bumbes“ Schmidt |  |
| Tore                                               | 0:1 Poertgen (Handelfmeter, 29.), 0:2 Kalwitzki (35.), 1:2 R. Meng (47.), 1:3 Poertgen (67.), 2:3 Gellesch (Eigentor, 76.), 3:3 E. Meng (87.)                    |  |
| Schiedsrichter                                     | Wilhelm Peters (Berlin) |  |

| Wiederholungsspiel                                 | |  |
| Hannover 96 – FC Schalke 04 – 4:3 n. V. (1:1, 3:3) | |  |
| Austragungsort                                     | Olympiastadion Berlin, 3. Juli 1938, 94.812 Zuschauer |  |
| Aufstellung Hannover                               | Ludwig Pritzer, Helmut Sievert, Willi Petzold, Johannes Jakobs, Ernst Deike, Ludwig Männer, Edmund Malecki, Ludwig Pöhler, Erich Meng, Peter Lay, Richard Meng   |  |
| Trainer Hannover                                   | Robert Fuchs |  |
| Aufstellung Schalke                                | Hans Klodt, Ernst Sontow, Hans Bornemann, Rudolf Gellesch, Otto Tibulsky, Walter Berg, Ernst Kalwitzki, Fritz Szepan, Ernst Poertgen, Ernst Kuzorra, Willi Mecke |  |
| Trainer Schalke                                    | Hans „Bumbes“ Schmidt |  |
| Tore                                               | 1:0 R. Meng (9.), 1:1 Kuzorra (23.), 1:2 Kuzorra (69.), 2:2 R. Meng (70.), 2:3 Szepan (71.), 3:3 Jacobs (Handelfmeter, 88.), 4:3 E. Meng (117.)                  |  |
| Schiedsrichter                                     | Dr. Hans Grabler (Regensburg) |  |

#### Endspiel1939
| FC Schalke 04 – Admira Wien – 9:0 (4:0) | |  |
| Austragungsort                          | Olympiastadion Berlin, 18. Juni 1939, 100.000 Zuschauer |  |
| Aufstellung Schalke                     | Hans Klodt, Hans Bornemann, Otto Schweisfurth, Rudolf Gellesch, Otto Tibulsky, Walter Berg, Hermann Eppenhoff, Fritz Szepan, Ernst Kalwitzki, Ernst Kuzorra, Adolf Urban         |  |
| Trainer Schalke                         | Otto Faist |  |
| Aufstellung Admira                      | Emil Buchberger, Josef Mirschitzka, Otto Marischka, Franz Hanreiter, Fritz Klacl, Johann Urbanek, Leopold Vogl, Wilhelm Hahnemann, Karl Stoiber, Karl Durspekt, Franz Schilling  |  |
| Trainer Admira                          | Hans Skolaut |  |
| Tore                                    | 1:0 Kalwitzki (7.), 2:0 Urban (12.), 3:0 Kalwitzki (25.), 4:0 Kalwitzki (30.), 5:0 Tibulski (53.), 6:0 Kalwitzki (61.), 7:0 Kalwitzki (80.), 8:0 Kuzorra (84.), 9:0 Szepan (89.) |  |
| Bes. Vorkommnisse                       | Platzverweis Klacl (52.); Schilling verschießt Strafstoß (59.) |  |
| Schiedsrichter                          | Gerhard Schulz (Dresden) |  |

#### Endspiel1940
| FC Schalke 04 – Dresdner SC – 1:0 (1:0) | |  |
| Austragungsort                          | Olympiastadion Berlin, 21. Juli 1940, 95.000 Zuschauer |  |
| Aufstellung Schalke                     | Hans Klodt, Hans Bornemann, Heinz Hinz, Bernhard Füller, Otto Tibulsky, Herbert Burdenski, Hermann Eppenhoff, Fritz Szepan, Ernst Kalwitzki, Ernst Kuzorra, Willi Schuh |  |
| Trainer Schalke                         | Otto Faist |  |
| Aufstellung Dresden                     | Willibald Kreß, Herbert Pohl, Heinz Hempel, Strauch, Walter Dzur, Helmut Schubert, Boczek, Heinrich Schaffer, Helmut Schön, Heinz Köpping, Richard Hofmann              |  |
| Trainer Dresden                         | Georg Köhler |  |
| Tore                                    | 1:0 Kalwitzki (27.) |  |
| Schiedsrichter                          | Stark (München) |  |

#### Endspiel1941
| Rapid Wien – FC Schalke 04 – 4:3 (0:2) | |  |
| Austragungsort                         | Olympiastadion Berlin, 22. Juni 1941, 95.000 Zuschauer |  |
| Aufstellung Rapid                      | Rudolf Raftl, Stefan Wagner, Heribert Sperner, Franz Wagner, Leopold Gernhardt, Stefan Skoumal, Wilhelm Fitz, Georg Schors, Franz Binder, Hermann Dvoracek, Hans Pesser       |  |
| Trainer Rapid                          | Leopold Nitsch |  |
| Aufstellung Schalke                    | Hans Klodt, Hans Bornemann, Otto Schweisfurth, Bernhard Füller, Otto Tibulsky, Rudolf Gellesch, Herbert Burdenski, Fritz Szepan, Hermann Eppenhoff, Ernst Kuzorra, Heinz Hinz |  |
| Trainer Schalke                        | Otto Faist |  |
| Tore                                   | 0:1 Hinz (6.), 0:2 Eppenhoff (7.), 0:3 Hinz (57.), 1:3 Schors (60.), 2:3 Binder (62.), 3:3 Binder (Elfmeter, 63.), 4:3 Binder (70.)                                           |  |
| Schiedsrichter                         | Reinhardt (Stuttgart) |  |

#### Endspiel1942
| FC Schalke 04 – Vienna Wien – 2:0 (2:0) | |  |
| Austragungsort                          | Olympiastadion Berlin, 5. Juli 1942, 90.000 Zuschauer |  |
| Aufstellung Schalke                     | Heinz Flotho, Heinz Hinz, Otto Schweisfurth, Hans Bornemann, Otto Tibulsky, Herbert Burdenski, Ernst Kalwitzki, Fritz Szepan, Hermann Eppenhoff, Ernst Kuzorra, Adolf Urban |  |
| Trainer Schalke                         | Otto Faist? |  |
| Aufstellung Vienna                      | Stefan Ploc, Otto Kaller, Willibald Schmaus, Vitus Kubicka, Ernst Sabeditsch, Jaburek, Karl Bortoli, Karl Decker, Franz Holeschofsky, Karl Lechner, Franz Erdl              |  |
| Trainer Vienna                          | N.N. |  |
| Tore                                    | 1:0 Kalwitzki (12.), 2:0 Szepan (42.) |  |
| Schiedsrichter                          | Fritz Bouillon (Königsberg/Pr.) |  |

#### Endspiel1958
| FC Schalke 04 – Hamburger SV – 3:0 (2:0) | |  |
| Austragungsort                           | Niedersachsenstadion Hannover, 18. Mai 1958, 80.000 Zuschauer |  |
| Aufstellung Schalke                      | Manfred Orzessek, Helmut Sadlowski, Günter Brocker, Karl Borutta, Otto Laszig, Günter Karnhof, Heiner Kördell, Günter Siebert, Willi Koslowski, Manfred Kreuz, Berni Klodt |  |
| Trainer Schalke                          | Edi Frühwirth |  |
| Aufstellung HSV                          | Horst Schnoor, Franz Klepacz, Günter Schlegel, Jochen Meinke, Jupp Posipal, Jürgen Werner, Uwe Reuter, Erwin Piechowiak, Uwe Seeler, Klaus Stürmer, Gerhard Krug           |  |
| Trainer HSV                              | Günter Mahlmann |  |
| Tore                                     | 1:0 Klodt (5.), 2:0 Klodt (29.), 3:0 Kreuz (80.) |  |
| Schiedsrichter                           | Albert Dusch (Kaiserslautern) |  |

### Deutscher Fußballpokal

#### Endspiel1935
| 1. FC Nürnberg – FC Schalke 04 – 2:0 (0:0) | |  |
| Austragungsort                             | Rheinstadion Düsseldorf, 8. Dezember 1935, 60.000 Zuschauer |  |
| Aufstellung Nürnberg                       | Georg Köhl; Willi Billmann, Andreas Munkert; Hans Uebelein I, Heinz Carolin, Richard Oehm; Karl Gußner, Max Eiberger, Georg Friedel, Josef Schmitt, Willi Spieß                   |  |
| Trainer Nürnberg                           | Richard Michalke |  |
| Aufstellung Schalke                        | Hermann Mellage; Hans Bornemann, Otto Schweisfurth; Otto Tibulsky, Hermann Nattkämper, Rudolf Gellesch; Ernst Kalwitzki, Fritz Szepan, Ernst Poertgen, Ernst Kuzorra, Adolf Urban |  |
| Trainer Schalke                            | Hans „Bumbes“ Schmidt |  |
| Tore                                       | 1:0 Eiberger (46.), 2:0 Friedel (84.) |  |
| Schiedsrichter                             | Alfred Birlem (Berlin) |  |

#### Endspiel1936
| VfB Leipzig – FC Schalke 04 – 2:1 (2:1) | |  |
| Austragungsort                          | Olympiastadion Berlin, 3. Januar 1937, 70.000 Zuschauer |  |
| Aufstellung Leipzig                     | Bruno Wöllner, Erich Dobermann, Rudolf Große, Gerhard Richter, Erich Thiele, Walter Jähnig, Hans Breidenbach, Martin Schön, Jakob May, Georg Reichmann, Herbert Gabriel            |  |
| Trainer Leipzig                         | Heinrich Pfaff |  |
| Aufstellung Schalke                     | Hermann Mellage, Hans Bornemann, Otto Schweisfurth, Rudolf Gellesch, Hermann Nattkämper, Otto Tibulsky, Ernst Kalwitzki, Fritz Szepan, Ernst Poertgen, Ernst Kuzorra, Ernst Sontow |  |
| Trainer Schalke                         | Hans „Bumbes“ Schmidt |  |
| Tore                                    | 1:0 May (21.), 2:0 Gabriel (32.), 2:1 Kalwitzki (42.) |  |
| Schiedsrichter                          | Egon Zacher (Berlin) |  |

#### Endspiel1937
| FC Schalke 04 – Fortuna Düsseldorf – 2:1 (0:0) | |  |
| Austragungsort                                 | Müngersdorfer Stadion Köln, 9. Januar 1938, 72.000 Zuschauer                                                                                                   |  |
| Aufstellung Schalke                            | Hans Klodt, Ernst Sontow, Hans Bornemann, Rudi Gellesch, Otto Tibulsky, Walter Berg, Ernst Kalwitzki, Fritz Szepan, Ernst Poertgen, Ernst Kuzorra, Adolf Urban |  |
| Trainer Schalke                                | Hans „Bumbes“ Schmidt |  |
| Aufstellung Düsseldorf                         | Willi Pesch, Paul Janes, Kluth, Paul Mehl, Jakob Bender, Edmund Czaika, Ernst Albrecht, Willi Wigold, Hans Heibach, Felix Zwolanowski, Stanislaus Kobierski    |  |
| Trainer Düsseldorf                             | Karl Flink |  |
| Tore                                           | 1:0 Kalwitzki (46.), 2:0 Szepan (47.), 2:1 Janes (83., Handelfmeter)                                                                                           |  |
| Schiedsrichter                                 | Dr. Hans Grabler (Regensburg) |  |

#### Endspiel1941
| Dresdner SC – FC Schalke 04 – 2:1 (1:0) | |  |
| Austragungsort                          | Olympiastadion Berlin, 2. November 1941, 65.000 Zuschauer |  |
| Aufstellung Dresden                     | Willibald Kress, Karl Miller, Heinz Hempel, Herbert Pohl, Walter Dzur, Helmut Schubert, Heiner Kugler, Heinrich Schaffer, Richard Hofmann, Helmut Schön, Gustav Carstens        |  |
| Trainer Dresden                         | Georg Köhler |  |
| Aufstellung Schalke                     | Hans Klodt, Bernhard Füller, Hans Bornemann, Rudi Gellesch, Otto Schweisfurth, Herbert Burdenski, Ernst Kalwitzki, Fritz Szepan, Hermann Eppenhoff, Ernst Kuzorra, Karl Barufka |  |
| Trainer Schalke                         | Otto Faist |  |
| Tore                                    | 1:0 Kugler (8.), 1:1 Kuzorra (51.), 2:1 Carstens (88.) |  |
| Schiedsrichter                          | Helmuth Fink (Frankfurt/Main) |  |

#### Endspiel1942
| TSV 1860 München – FC Schalke 04 – 2:0 (0:0) | |  |
| Austragungsort                               | Olympiastadion Berlin, 15. November 1942, 80.000 Zuschauer |  |
| Aufstellung München                          | Hans Keis, Georg Pledl, Franz Schmeiser, Josef Rockinger, Georg Bayerer, Rolf Kanitz, Martin Schiller, Ludwig Janda, Heinz Krückeberg, Ernst Willimowski, Engelbert Schmidhuber |  |
| Trainer München                              | Max Schäfer |  |
| Aufstellung Schalke                          | Heinz Flotho, Hans Bornemann, Heinz Hinz, Otto Tibulsky, Otto Schweisfurth, Walter Berg, Ernst Kalwitzki, Fritz Szepan, Hermann Eppenhoff, Ernst Kuzorra, Adolf Urban           |  |
| Trainer Schalke                              | Otto Faist |  |
| Tore                                         | 1:0 Willimowski (80.), 2:0 Schmidhuber (88.) |  |
| Schiedsrichter                               | Albert Multer (Landau) |  |

#### Endspiel1955
| Karlsruher SC – FC Schalke 04 – 3:2 (1:1) | |  |
| Austragungsort                            | Städtisches Stadion an der Hamburger Straße Braunschweig, 21. Mai 1955, 25.000 Zuschauer                                                                                           |  |
| Aufstellung Karlsruhe                     | Rudi Fischer, Max Fischer, Walter Baureis, Werner Roth, Siegfried Geesmann, Herbert Dannenmeier, Oswald Traub, Kurt Sommerlatt, Antoine Kohn, Ernst Kunkel, Hans Strittmatter      |  |
| Trainer Dresden                           | Adolf Patek |  |
| Aufstellung Schalke                       | Manfred Orzessek, Werner Garten, Günter Brocker, Hermann Eppenhoff, Walter Zwickhofer, Erwin Harkener, Bernhard Klodt, Otto Laszig, Helmut Sadlowski, Manfred Piontek, Hans Krämer |  |
| Trainer Schalke                           | Edi Frühwirth |  |
| Tore                                      | 1:0 Kunkel (20.), 1:1 Sadlowski (44.), 1:2 Sadlowski (70.), 2:2 Sommerlatt (83.), 3:2 Traub (85.)                                                                                  |  |
| Schiedsrichter                            | Werner Treichel (Berlin) |  |

#### Endspiel1969
| FC Bayern München – FC Schalke 04 – 2:1 (2:1) | |  |
| Austragungsort                                | Waldstadion Frankfurt am Main, 14. Juni 1969, 60.000 Zuschauer |  |
| Aufstellung München                           | Sepp Maier, Werner Olk, Peter Pumm, Georg Schwarzenbeck, Franz Beckenbauer, Helmut Schmidt, Franz Roth, Rainer Ohlhauser, Gerd Müller, August Starek, Dieter Brenninger |  |
| Trainer München                               | Branko Zebec |  |
| Aufstellung Schalke                           | Norbert Nigbur, Hans-Jürgen Becher, Manfred Kreuz, Gerhard Neuser, Klaus Fichtel, Heinz van Haaren, Reinhard Libuda, Hermann Erlhoff, Manfred Pohlschmidt, Klaus Senger, Hans-Jürgen Wittkamp – Auswechslungen: Jürgen-Michael Galbierz für Becher (60.), Waldemar Slomiany für van Haaren (76.) |  |
| Trainer Schalke                               | Rudi Gutendorf |  |
| Tore                                          | 1:0 Müller (12.), 1:1 Pohlschmidt (20.), 2:1 Müller (35.) |  |
| Schiedsrichter                                | Helmut Fritz (Oggersheim) |  |

#### Endspiel1972
| FC Schalke 04 – 1. FC Kaiserslautern – 5:0 (2:0) | |  |
| Austragungsort                                   | Niedersachsenstadion Hannover, 1. Juli 1972, 61.000 Zuschauer |  |
| Aufstellung Schalke                              | Norbert Nigbur, Hartmut Huhse, Rolf Rüssmann, Klaus Fichtel, Helmut Kremers, Herbert Lütkebohmert, Heinz van Haaren, Klaus Scheer, Reinhard Libuda, Klaus Fischer, Erwin Kremers                                       |  |
| Trainer Schalke                                  | Ivica Horvat |  |
| Aufstellung Kaiserslautern                       | Josef Elting, Günther Reinders, Ernst Diehl, Dietmar Schwager, Fritz Fuchs, Jürgen Friedrich, Hermann Bitz, Idriz Hosic, Josef Pirrung, Wolfgang Seel, Klaus Ackermann – Auswechslung: Karl-Heinz Vogt für Hosic (55.) |  |
| Trainer Kaiserslautern                           | Dietrich Weise |  |
| Tore                                             | 1:0 H. Kremers (13.), 2:0 Scheer (32.), 3:0 Lütkebohmert (57.), 4:0 Fischer (66.), 5:0 H. Kremers (82.) |  |
| Schiedsrichter                                   | Heinz Aldinger (Waiblingen) |  |

#### Endspiel2001
| FC Schalke 04 – 1. FC Union Berlin – 2:0 (0:0) | |  |
| Austragungsort                                 | Olympiastadion Berlin, 26. Mai 2001, 73.000 Zuschauer |  |
| Aufstellung Schalke                            | Oliver Reck, Tomasz Hajto, Marco van Hoogdalem, Jiří Němec, Niels Oude Kamphuis, Nico van Kerckhoven, Jörg Böhme, Andreas Möller, Gerald Asamoah, Ebbe Sand, Emile Mpenza – Auswechslungen: Radoslav Látal für Asamoah (56.), Olaf Thon für Nemec (70.), Michael Büskens für van Kerckhoven (81.) |  |
| Trainer Schalke                                | Huub Stevens |  |
| Aufstellung Berlin                             | Sven Beuckert, Jens Tschiedel, Tom Persich, Daniel Ernemann, Steffen Menze, Ronny Nikol, Christo Koilow, Emil Kremenliew, Chibuike Okeke, Harun Isa, Božidar Đurković – Auswechslungen: Daniel Teixeira für Ernemann (80.), Michael Zechner für Isa (84.), Marko Tredup für Tschiedel (87.)       |  |
| Trainer Berlin                                 | Georgi Wassilew |  |
| Tore                                           | 1:0 Böhme (53.), 2:0 Böhme (58., Foulelfmeter) |  |
| Schiedsrichter                                 | Hermann Albrecht (Kaufbeuren) |  |

#### Endspiel2002
| FC Schalke 04 – Bayer 04 Leverkusen – 4:2 (1:1) | |  |
| Austragungsort                                  | Olympiastadion Berlin, 11. Mai 2002, 70.000 Zuschauer |  |
| Aufstellung Schalke                             | Oliver Reck, Tomasz Hajto, Tomasz Wałdoch, Nico van Kerckhoven, Marco van Hoogdalem, Jiří Němec, Gerald Asamoah, Andreas Möller, Jörg Böhme, Ebbe Sand, Victor Agali – Auswechslungen: Niels Oude Kamphuis für Hajto (46.), Marc Wilmots für Möller (75.), Sven Vermant für Asamoah (81.) |  |
| Trainer Schalke                                 | Huub Stevens |  |
| Aufstellung Leverkusen                          | Hans Jörg Butt, Boris Živković, Lúcio, Diego Placente, Bernd Schneider, Carsten Ramelow, Michael Ballack, Zé Roberto, Yıldıray Baştürk, Oliver Neuville, Dimitar Berbatow – Auswechslungen: Thomas Brdarić für Neuville (67.), Ulf Kirsten für Berbatow (77.)                             |  |
| Trainer Leverkusen                              | Klaus Toppmöller |  |
| Tore                                            | 0:1 Berbatow (27.), 1:1 Böhme (45.), 2:1 Agali (68.), 3:1 Möller (71.), 4:1 Sand (85.), 4:2 Kirsten (89.) |  |
| Rote Karte                                      | Agali (90.) |  |
| Schiedsrichter                                  | Franz-Xaver Wack (Biberbach) |  |

#### Endspiel2005
| FC Bayern München – FC Schalke 04 – 2:1 (1:1) | |  |
| Austragungsort                                | Olympiastadion Berlin, 28. Mai 2005, 74.349 Zuschauer |  |
| Aufstellung München                           | Oliver Kahn, Willy Sagnol, Lúcio, Robert Kovač, Bixente Lizarazu, Martin Demichelis, Bastian Schweinsteiger, Michael Ballack, Zé Roberto, Roy Makaay, Claudio Pizarro – Auswechslungen: Hasan Salihamidžić für Schweinsteiger (75.), Torsten Frings für Zé Roberto (82.), Sebastian Deisler für Sagnol (90. +2) |  |
| Trainer München                               | Felix Magath |  |
| Aufstellung Schalke                           | Frank Rost, Niels Oude Kamphuis, Marcelo Bordon, Mladen Krstajić, Lewan Kobiaschwili, Christian Poulsen, Sven Vermant, Lincoln, Gerald Asamoah, Ebbe Sand, Aílton – Auswechslungen: Hamit Altıntop für Oude Kamphuis (46.), Mike Hanke für Aílton (73.), Darío Rodríguez für Poulsen (82.)                      |  |
| Trainer Schalke                               | Ralf Rangnick |  |
| Tore                                          | 1:0 Makaay (42.), 1:1 Lincoln (45., Foulelfmeter), 2:1 Salihamidžić (76.) |  |
| Schiedsrichter                                | Florian Meyer (Burgdorf) |  |

#### Endspiel2011
| MSV Duisburg – FC Schalke 04 – 0:5 (0:3) | |  |
| Austragungsort                           | Olympiastadion Berlin, 21. Mai 2011, 75.708 Zuschauer |  |
| Aufstellung Duisburg                     | David Yelldell, Benjamin Kern, Daniel Reiche, Branimir Bajić, Olivier Veigneau, Ivica Banović, Goran Šukalo, Sefa Yılmaz, Ivica Grlić, Olcay Şahan, Manuel Schäffler – Auswechslungen: Filip Trojan für Reich (60.), Maurice Exslager für Kern (77.)                                                 |  |
| Trainer Duisburg                         | Milan Šašić |  |
| Aufstellung Schalke                      | Manuel Neuer, Benedikt Höwedes, Kyriakos Papadopoulos, Christoph Metzelder, Hans Sarpei, Peer Kluge, José Manuel Jurado, Jefferson Farfán, Julian Draxler, Raúl, Klaas-Jan Huntelaar – Auswechslungen: Sergio Escudero für Sarpei (43.), Joel Matip für Draxler (72.), Atsuto Uchida für Kluge (81.) |  |
| Trainer Schalke                          | Ralf Rangnick |  |
| Tore                                     | 0:1 Draxler (18.), 0:2 Huntelaar (22.), 0:3 Höwedes (42.), 0:4 Jurado (55.), 0:5 Huntelaar (70.) |  |
| Schiedsrichter                           | Wolfgang Stark (Ergolding) |  |

### DFL-Ligapokal

#### Endspiel2001
| Hertha BSC – FC Schalke 04 – 4:1 (2:1) | |  |
| Austragungsort                         | Carl-Benz-Stadion Mannheim, 21. Juli 2001, 10.000 Zuschauer |  |
| Aufstellung Berlin                     | Gábor Király, Marko Rehmer, Konstantinos Konstantinidis, Josip Šimunić, Michael Hartmann, Sebastian Deisler, Stefan Beinlich, Marcelinho, Andreas Neuendorf, Alex Alves, Michael Preetz – Auswechslungen: Pál Dárdai für Deisler (63.), Bart Goor für Alves (82.), Thorben Marx für Hartmann (88.) |  |
| Trainer Berlin                         | Jürgen Röber |  |
| Aufstellung Schalke                    | Frode Grodås, Tomasz Hajto, Tomasz Wałdoch, Nico Van Kerckhoven, Kristijan Đorđević, Marco van Hoogdalem, Jiří Němec, Jörg Böhme, Andreas Möller, Gerald Asamoah, Ebbe Sand – Auswechslungen: Sven Vermant für Möller (57.), Emile Mpenza für Asamoah (57.), Victor Agali für Sand (70.)           |  |
| Trainer Schalke                        | Huub Stevens |  |
| Tore                                   | 1:0 Wałdoch (Eigentor, 24.), 2:0 Marcelinho (29.), 2:1 Böhme (40.), 3:1 Alves (66.), 4:1 Hartmann (84.) |  |
| Schiedsrichter                         | Alfons Berg (Konz) |  |

#### Endspiel2002
| Hertha BSC – FC Schalke 04 – 4:1 (2:0) | |  |
| Austragungsort                         | Ruhrstadion Bochum, 1. August 2002, 11.200 Zuschauer |  |
| Aufstellung Berlin                     | Gábor Király, Andreas Schmidt, Arne Friedrich, Josip Šimunić, Michael Hartmann, Rob Maas, Andreas Neuendorf, Bartosz Karwan, Marcelinho, Bart Goor, Alex Alves – Auswechslungen: René Tretschok für Neuendorf (67.), Thorben Marx für Schmidt (73.), Roberto Pinto für Karwan (79.)             |  |
| Trainer Berlin                         | Huub Stevens |  |
| Aufstellung Schalke                    | Frank Rost, Niels Oude Kamphuis, Tomasz Hajto, Marco van Hoogdalem, Aníbal Matellán, Christian Poulsen, Sven Vermant, Andreas Möller, Jörg Böhme, Victor Agali, Ebbe Sand – Auswechslungen: Sven Kmetsch für Oude Kamphuis (40.), Gerald Asamoah für Böhme (46.), Abdul Iyodo für Vermant (70.) |  |
| Trainer Schalke                        | Frank Neubarth |  |
| Tore                                   | 1:0 Marcelinho (32.), 2:0 Alves (33.), 2:1 Agali (61.), 3:1 Marcelinho (Foulelfmeter, 84.), 4:1 Pinto (89.) |  |
| Schiedsrichter                         | Hartmut Strampe (Handorf) |  |

#### Endspiel2005
| FC Schalke 04 – VfB Stuttgart – 1:0 (1:0) | |  |
| Austragungsort                            | Zentralstadion Leipzig, 2. August 2005, 40.500 Zuschauer |  |
| Aufstellung Schalke                       | Frank Rost, Hamit Altıntop, Marcelo Bordon, Mladen Krstajić, Lewan Kobiaschwili, Christian Poulsen, Fabian Ernst, Zlatan Bajramović, Lincoln, Ebbe Sand, Kevin Kurányi – Auswechslung: Gerald Asamoah für Sand (62.)                                                                                    |  |
| Trainer Schalke                           | Ralf Rangnick |  |
| Aufstellung Stuttgart                     | Timo Hildebrand, Andreas Hinkel, Fernando Meira, Matthieu Delpierre, Boris Živković, Silvio Meißner, Zvonimir Soldo, Thomas Hitzlsperger, Cacau, Jesper Grønkjær, Mario Gómez – Auswechslungen: Ludovic Magnin für Živković (46.), Jon Dahl Tomasson für Gómez (46.), Marco Streller für Grønkjær (90.) |  |
| Trainer Stuttgart                         | Giovanni Trapattoni |  |
| Tor                                       | 1:0 Kuranyi (29.) |  |
| Rote Karten                               | Kurányi (66.), Lincoln (90. +1) |  |
| Schiedsrichter                            | Lutz Wagner (Kriftel) |  |

#### Endspiel2007
| FC Bayern München – FC Schalke 04 – 1:0 (1:0) | |  |
| Austragungsort                                | Zentralstadion Leipzig, 28. Juli 2007, 43.500 Zuschauer |  |
| Aufstellung München                           | Oliver Kahn, Philipp Lahm, Lúcio, Martín Demichelis, Marcell Jansen, Zé Roberto, Andreas Ottl, Christian Lell, Hamit Altıntop, José Ernesto Sosa, Miroslav Klose – Auswechslungen: Julio dos Santos für Lell (75.), Sandro Wagner für Klose (90.)                                                        |  |
| Trainer München                               | Ottmar Hitzfeld |  |
| Aufstellung Schalke                           | Manuel Neuer, Rafinha, Marcelo Bordon, Mladen Krstajić, Christian Pander, Fabian Ernst, Lewan Kobiaschwili, Halil Altıntop, Ivan Rakitić, Peter Løvenkrands, Kevin Kurányi – Auswechslungen: Gerald Asamoah für Løvenkrands (58.), Mimoun Azaouagh für Rakitić (66.), Heiko Westermann für Rafinha (75.) |  |
| Trainer Schalke                               | Mirko Slomka |  |
| Tor                                           | 1:0 Klose (29.) |  |
| Schiedsrichter                                | Florian Meyer (Burgdorf) |  |

### DFL-Supercup

#### 2010
| FC Bayern München – FC Schalke 04 – 2:0 (0:0) | |  |
| Austragungsort                                | impuls arena Augsburg, 7. August 2010, 30.662 Zuschauer |  |
| Aufstellung München                           | Thomas Kraft, Philipp Lahm, Martín Demichelis, Holger Badstuber, Diego Contento, Bastian Schweinsteiger, Danijel Pranjić, Ivica Olić, Hamit Altıntop, Thomas Müller, Miroslav Klose – Auswechslungen: Andreas Ottl für Schweinsteiger (59.), Anatolij Tymoschtschuk für Altıntop (69.), José Ernesto Sosa für Demichelis (71.) |  |
| Trainer München                               | Louis van Gaal |  |
| Aufstellung Schalke                           | Manuel Neuer, Atsuto Uchida, Benedikt Höwedes, Christoph Metzelder, Lukas Schmitz, Joel Matip, Peer Kluge, Ivan Rakitić, Jefferson Farfán, Raúl, Edu – Auswechslungen: Sergio Escudero für Schmitz (46.), Christoph Moritz für Kluge (46.)                                                                                     |  |
| Trainer Schalke                               | Felix Magath |  |
| Tore                                          | 1:0 Müller (75.), 2:0 Klose (81.) |  |
| Schiedsrichter                                | Manuel Gräfe (Berlin) |  |

#### 2011
| FC Schalke 04 – Borussia Dortmund – 0:0, 4:3 i. E. | |  |
| Austragungsort                                     | Veltins-Arena Gelsenkirchen, 23. Juli 2011, 61.673 Zuschauer |  |
| Aufstellung Schalke                                | Ralf Fährmann, Marco Höger, Benedikt Höwedes , Kyriakos Papadopoulos, Christian Fuchs, Joel Matip, Lewis Holtby, Alexander Baumjohann, Julian Draxler, Raúl, Klaas-Jan Huntelaar – Auswechslungen: José Manuel Jurado für Draxler (46.), Jan Morávek für Huntelaar (69.), Edu für Baumjohann (89.) |  |
| Trainer Schalke                                    | Ralf Rangnick |  |
| Aufstellung Dortmund                               | Roman Weidenfeller, Łukasz Piszczek, Felipe Santana, Mats Hummels, Chris Löwe, Sebastian Kehl , İlkay Gündoğan, Mario Götze, Kevin Großkreutz, Shinji Kagawa, Robert Lewandowski – Auswechslungen: Ivan Perišić für Götze (75.), Sven Bender für Kehl (75.), Moritz Leitner für Löwe (77.),        |  |
| Trainer Dortmund                                   | Jürgen Klopp |  |
| Tore                                               | Elfmeterschießen: 0:1 Gündoğan, 1:1 Holtby, 1:2 Hummels, 2:2 Edu, Fährmann hält gegen Großkreutz, 3:2 Höwedes, 3:3 Leitner, 4:3 Jurado, Fährmann hält gegen Perišić |  |
| Schiedsrichter                                     | Knut Kircher (Rottenburg am Neckar) |  |

## Personen

### Präsidenten
| Name                 | von                | bis                |
| -------------------- | ------------------ | ------------------ |
| Willy Gies           | 1904               | 1909               |
| Heinrich Hilgert     | 1909               | 17. März 1912      |
| Fritz Unkel          | 17. März 1912      | 1915               |
| Robert Schuermann    | 1915               | 25. Juli 1919      |
| Fritz Unkel          | 25. Juli 1919      | 23. Juli 1932      |
| Wilhelm Münstermann  | 23. Juli 1932      | April 1933         |
| Georg Stolze         | April 1933         | 24. Juni 1933      |
| Fritz Unkel          | 24. Juni 1933      | 6. August 1939     |
| Heinrich Tschenscher | 6. August 1939     | 30. April 1940     |
| Heinrich Pieneck     | 30. April 1940     | Februar 1946       |
| Fritz Mattner        | Februar 1946       | 25. Mai 1946       |
| Fritz Lenig          | 25. Mai 1946       | 22. Februar 1947   |
| Josef Wietfeld       | 18. Juli 1947      | 21. Juni 1950      |
| Albert Wildfang      | 21. Juni 1950      | 29. Juli 1953      |
| Albert Möritz        | 29. Juli 1953      | 1958               |
| Hans-Georg König     | 4. September 1959  | 27. Juli 1964      |
| Fritz Szepan         | 27. Juli 1964      | 21. Juli 1965      |
| Kurt Hatlauf         | 21. Juli 1965      | 5. Januar 1966     |
| Fritz Szepan         | 14. September 1966 | 27. September 1967 |
| Günter Siebert       | 27. September 1967 | 11. November 1976  |
| Karl-Heinz Hütsch    | 11. November 1976  | 9. März 1978       |
| Günter Siebert       | 9. März 1978       | 1. Dezember 1979   |
| Hans-Joachim Fenne   | 6. Mai 1980        | 5. Dezember 1986   |
| Günter Siebert       | 2. Februar 1987    | 19. September 1988 |
| Michael Zylka        | 21. November 1988  | 24. November 1988  |
| Günter Eichberg      | 16. Januar 1989    | 17. Oktober 1993   |
| Bernd Tönnies        | 7. Februar 1994    | 1. Juli 1994       |
| Helmut Kremers       | 12. September 1994 | 6. Dezember 1994   |

### Vorstandsvorsitzende
| Name               | von                 | bis           |
| ------------------ | ------------------- | ------------- |
| Gerhard Rehberg    | 12. Dezember 1994   | 18. Juni 2007 |
| Josef Schnusenberg | 18. Juni 2007       | 30. Juni 2010 |
| Bernd Schröder     | 1. Januar 2022      | 30. Juli 2023 |
| Matthias Tillmann  | seit 1. Januar 2024 |               |

### Sportvorstände
| Name             | von              | bis              |
| ---------------- | ---------------- | ---------------- |
| Rudi Assauer     | 15. Mai 1981     | 4. Dezember 1986 |
| Rolf Rüssmann    | 25. Februar 1987 | 10. August 1987  |
| Helmut Kremers   | 6. April 1989    | 17. Juli 1991    |
| Günter Netzer    | 1. August 1991   | 27. April 1992   |
| Helmut Kremers   | 1. Juli 1992     | 30. Oktober 1992 |
| Helmut Kremers   | 11. Januar 1993  | 9. März 1993     |
| Rudi Assauer     | 1. April 1993    | 17. Mai 2006     |
| Andreas Müller   | 17. Mai 2006     | 9. März 2009     |
| Felix Magath     | 1. Juli 2009     | 16. März 2011    |
| Horst Heldt      | 16. März 2011    | 14. Mai 2016     |
| Christian Heidel | 15. Mai 2016     | 14. März 2019    |
| Jochen Schneider | 14. März 2019    | 28. Februar 2021 |
| Peter Knäbel     | 30. März 2021    | 1. Januar 2024   |

### Trainer
| Name                | von                | bis                | Tagesdifferenz |
| ------------------- | ------------------ | ------------------ | -------------- |
| Heinz Ludewig       | 3. April 1925      | 1927               |                |
| Gustav Wieser       | 25. Mai 1928       | 1929               |                |
| Kurt Otto           | 11. August 1929    | 1930               |                |
| August Sobotka      | 1930               | 1931               |                |
| Hans Sauerwein      | 1. August 1931     | 1. Juli 1932       | 335 Tage       |
| Kurt Otto           | 20. Juli 1932      | 1933               |                |
| Hans Schmidt        | 15. August 1933    | 7. Juli 1938       | 1787 Tage      |
| Otto Faist          | 26. Oktober 1938   | 1942               |                |
| Ernst Kuzorra       | 1946               | 1947               |                |
| Willi Schäfer       | 4. November 1947   | 1948               |                |
| Theo Langl          | 1948               | 1948               |                |
| Ferdinand Swatosch  | 1. November 1948   | 1949               |                |
| Fritz Szepan        | 31. August 1949    | 1954               |                |
| Eduard Frühwirth    | 1954               | 31. Mai 1959       |                |
| Nándor Lengyel      | 1959               | 1960               |                |
| Georg Gawliczek     | 1960               | 25. April 1964     |                |
| Fritz Langner       | 26. April 1964     | 30. Juni 1967      | 1160 Tage      |
| Karl-Heinz Marotzke | 1. Juli 1967       | 13. November 1967  | 135 Tage       |
| Günter Brocker      | 18. November 1967  | 17. November 1968  | 365 Tage       |
| Rudi Gutendorf      | 22. November 1968  | 7. September 1970  | 654 Tage       |
| Slobodan Čendić     | 8. September 1970  | 30. Juni 1971      | 295 Tage       |
| Ivica Horvat        | 1. Juli 1971       | 30. Juni 1975      | 1460 Tage      |
| Max Merkel          | 1. Juli 1975       | 9. März 1976       | 252 Tage       |
| Friedel Rausch      | 10. März 1976      | 20. Dezember 1977  | 650 Tage       |
| Uli Maslo           | 21. Dezember 1977  | 24. Mai 1978       | 154 Tage       |
| Ivica Horvat        | 1. Juli 1978       | 17. März 1979      | 259 Tage       |
| Gyula Lóránt        | 19. März 1979      | 4. Dezember 1979   | 260 Tage       |
| Dietmar Schwager    | 5. Dezember 1979   | 22. April 1980     | 139 Tage       |
| Fahrudin Jusufi     | 21. April 1980     | 26. Mai 1981       | 400 Tage       |
| Rudi Assauer        | 27. Mai 1981       | 30. Juni 1981      | 34 Tage        |
| Sigfried Held       | 1. Juli 1981       | 20. Januar 1983    | 568 Tage       |
| Jürgen Sundermann   | 24. Januar 1983    | 30. Juni 1983      | 157 Tage       |
| Diethelm Ferner     | 1. Juli 1983       | 30. Juni 1986      | 1095 Tage      |
| Rolf Schafstall     | 1. Juli 1986       | 7. Dezember 1987   | 524 Tage       |
| Horst Franz         | 29. Dezember 1987  | 18. September 1988 | 264 Tage       |
| Diethelm Ferner     | 20. September 1988 | 6. April 1989      | 198 Tage       |
| Helmut Kremers      | 7. April 1989      | 10. April 1989     | 3 Tage         |
| Peter Neururer      | 11. April 1989     | 13. November 1990  | 581 Tage       |
| Klaus Fischer       | 14. November 1990  | 31. Dezember 1990  | 47 Tage        |
| Aleksandar Ristić   | 1. Januar 1991     | 30. April 1992     | 485 Tage       |
| Klaus Fischer       | 1. Mai 1992        | 30. Juni 1992      | 60 Tage        |
| Udo Lattek          | 1. Juli 1992       | 17. Januar 1993    | 200 Tage       |
| Helmut Schulte      | 18. Januar 1993    | 10. Oktober 1993   | 265 Tage       |
| Jörg Berger         | 11. Oktober 1993   | 3. Oktober 1996    | 1088 Tage      |
| Hubert Neu          | 4. Oktober 1996    | 8. Oktober 1996    | 4 Tage         |
| Huub Stevens        | 9. Oktober 1996    | 30. Juni 2002      | 2090 Tage      |
| Frank Neubarth      | 1. Juli 2002       | 26. März 2003      | 268 Tage       |
| Marc Wilmots        | 26. März 2003      | 30. Juni 2003      | 96 Tage        |
| Jupp Heynckes       | 1. Juli 2003       | 15. September 2004 | 442 Tage       |
| Eddy Achterberg     | 15. September 2004 | 28. September 2004 | 13 Tage        |
| Ralf Rangnick       | 28. September 2004 | 12. Dezember 2005  | 440 Tage       |
| Oliver Reck         | 12. Dezember 2005  | 4. Januar 2006     | 23 Tage        |
| Mirko Slomka        | 4. Januar 2006     | 13. April 2008     | 830 Tage       |
| Michael Büskens     | 13. April 2008     | 30. Juni 2008      | 78 Tage        |
| Fred Rutten         | 1. Juli 2008       | 26. März 2009      | 268 Tage       |
| Michael Büskens     | 27. März 2009      | 30. Juni 2009      | 95 Tage        |
| Felix Magath        | 1. Juli 2009       | 16. März 2011      | 623 Tage       |
| Seppo Eichkorn      | 16. März 2011      | 20. März 2011      | 4 Tage         |
| Ralf Rangnick       | 21. März 2011      | 22. September 2011 | 185 Tage       |
| Seppo Eichkorn      | 22. September 2011 | 26. September 2011 | 4 Tage         |
| Huub Stevens        | 27. September 2011 | 16. Dezember 2012  | 446 Tage       |
| Jens Keller         | 16. Dezember 2012  | 7. Oktober 2014    | 660 Tage       |
| Roberto Di Matteo   | 7. Oktober 2014    | 26. Mai 2015       | 231 Tage       |
| André Breitenreiter | 12. Juni 2015      | 15. Mai 2016       | 338 Tage       |
| Markus Weinzierl    | 2. Juni 2016       | 9. Juni 2017       | 372 Tage       |
| Domenico Tedesco    | 9. Juni 2017       | 14. März 2019      | 643 Tage       |
| Huub Stevens        | 15. März 2019      | 18. Mai 2019       | 64 Tage        |
| David Wagner        | 1. Juli 2019       | 26. September 2020 | 453 Tage       |
| Manuel Baum         | 30. September 2020 | 17. Dezember 2020  | 78 Tage        |
| Huub Stevens        | 18. Dezember 2020  | 22. Dezember 2020  | 4 Tage         |
| Christian Gross     | 27. Dezember 2020  | 28. Februar 2021   | 63 Tage        |
| Dimitrios Grammozis | 2. März 2021       | 6. März 2022       | 369 Tage       |
| Mike Büskens        | 7. März 2022       | 15. Mai 2022       | 69 Tage        |
| Frank Kramer        | 1. Juli 2022       | 19. Oktober 2022   | 104 Tage       |
| Matthias Kreutzer   | 19. Oktober 2022   | 26. Oktober 2022   | 7 Tage         |
| Thomas Reis         | 27. Oktober 2022   | 27. September 2023 | 335 Tage       |
| Matthias Kreutzer   | 27. September 2023 | 8. Oktober 2023    | 11 Tage        |
| Karel Geraerts      | 9. Oktober 2023    | 20. September 2024 | 347 Tage       |
| Jakob Fimpel        | 21. September 2024 | 6. Oktober 2024    | 15 Tage        |
| Kees van Wonderen   | 7. Oktober 2024    | 3. Mai 2025        | 208 Tage       |
| Jakob Fimpel        | 3. Mai 2025        | 31. Mai 2025       | 28 Tage        |
| Miron Muslić        | 31. Mai 2025       |                    | seit 21 Tagen  |